# JLG娛樂製作
JLG娛樂製作 （JL Global Entertainment) 專為美國華人打造中文電視節目。製作的節目曾在美國中文電視，KTSF，鳳凰衛視美洲台，中天頻道，天下衛視, KSCI播出
| 旗下電視節目                    |
| ------------------------------- |
| 美化家居                        |
| 皇牌對對碰                      |
| 名家有主                        |
| 住得其樂                        |
| 美化身心                        |
| 藝途                            |
| 你的故事我的歌 （於2013年播出） |

## 外部連結
- 《你的故事我的歌》官方網站 （页面存档备份，存于）
- 《藝途》相關報道
- 《美化身心》首映禮報道
- 《名家有主》首映禮報道 （页面存档备份，存于）
- 榮獲第三十屆Telly Award大獎（页面存档备份，存于）